# Symphyotrichum depauperatum
Symphyotrichum depauperatum là một loài thực vật có hoa trong họ Cúc. Loài này được (Fernald) G.L.Nesom miêu tả khoa học đầu tiên.